# Kristie Ahn
Kristie Ahn (15 de junio de 1992) fue exjugadora de tenis estadounidense.

## Trayectoria
Ahn ha ganado 5 individuales y un título de dobles en el circuito ITF en su carrera. El 30 de septiembre de 2019, alcanzó su mejor ranking en individual el cual fue la número 87 del mundo. El 24 de abril de 2017, alcanzó el puesto número 199 del mundo en el ranking de dobles.